# Этиго (равнина)
Э́тиго (яп. 越後平野 этиго-хэйя) — равнина в Японии, расположенная в северо-западной части острова Хонсю.На равнине расположены такие крупные города, как Ниигата и Нагаока.
Равнина Этиго протягивается на 150 км вдоль побережья Японского моря. Ширина её достигает 35 км. Равнина сложена аллювием рек Синано, Агано и Аракава, а также морскими отложениями. Количество осадков составляет 1500—2000 мм в год, зимой устанавливается мощный снежный покров. На территории равнины ведётся добыча нефти и природного газа (близ Ниигаты). Население занимается выращиванием риса, овощей и бахчевых культур.
Площадь равнины составляет 2030—2070 км², Протяжённость с севера на юг — 100 км, с запада на восток — 10-25 км.
Около 7 тысяч лет назад Синано, как и протекающая восточнее река Агано, впадала в лагуну, расположенную на месте нынешнего города Ниигата. К началу XI века накопившиеся в лагуне речные осадки привели к формированию новой береговой линии, близкой к современной, а вдоль побережья образовались высокие песчаные дюны. К началу эпохи Эдо реки текли по курсу, близкому к современному, за исключением того, что Агано, ранее впадавшая прямо в Японское море, стала впадать в Синано недалеко от её устья.
Низовья Синано (равнина Этиго) представляли собой низинную заболоченную местность, где было множество озёр; эти края часто страдали от наводнений. В 1592 году Наоэ Ямасиро-но-Ками предпринял первый крупный гидротехнический проект на равнине, проект Сугуэ, в рамках которого русло реки было перенесено на запад.
В 1730 году был выкопан отводной канал Мацугасаки, напрямую соединивший реку Агано с морем недалеко от места её впадения в Синано. Канал был перекрыт шлюзом, но на следующий год весеннее половодье прорвало шлюз, тем самым превратив канал в основное течение реки.
С 1600 по 1900 год равнину в низовьях Синано затапливало около 100 раз, наводнения случались каждые 3-4 года.
В июне 1964 года здесь произошло мощное землетрясение.